# Alfred Dziedziul
Alfred Rudolf Jan Dziedziul (ur. 3 kwietnia 1885, zm. 1939 w okolicach Sierpca lub Piaśnicy) – polski inżynier, działacz gospodarczy.
Syn Adolfa Dziedziula i Antoniny z Konstantynowiczów. Po ukończeniu gimnazjum w Dorpacie w 1904 wyjechał do Rygi, gdzie studiował na tamtejszej politechnice. Podczas nauki wstąpił do korporacji K! Arkonia, po złożeniu dyplomu końcowego w 1911 uzyskał tytuł inżyniera i rozpoczął pracę w służbach remontowo-naprawczych Kolei Rysko-Orłowskiej. Po odzyskaniu przez Polskę niepodległości zamieszkał w Grudziądzu. Od 1924 roku był dyrektorem, a od 1926 współwłaścicielem jednej z najlepiej funkcjonujących na Pomorzu Cegielni "Saturn" w Chełmnie. 
Współpracował z Józefem Handzelewiczem, Alfred Dziedziul był współautorem pracy Nowoczesna ceramika budowlana, która została opublikowana w 1935. Był prezesem Związku Cegielni w rejonie Dolnej Wisły i wiceprezesem Izby Przemysłowo-Handlowej w Gdyni, ponadto pracował jako redaktor Przeglądu Ceramicznego. Był współzałożycielem Muzeum Techniki w Warszawie. W 1939 r. uzyskał tytuł doktora. 
Po wybuchu II wojny światowej został aresztowany. Według Anny Grzesznej-Kozikowskiej został po zwolnieniu wysiedlony do Sierpca, a następnie zamordowany 27 grudnia 1939 r. w okolicach tego miasta  (na podstawie akt uznania za zmarłego). Z kolei według ustaleń Barbary Bojarskiej i Elżbiety Grot został stracony przez Niemców w lesie piaśnickim.